# 安德烈亞諾夫群島

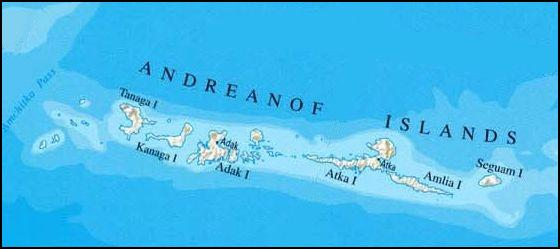
安德烈亞諾夫群島

安德烈亞諾夫群島（英語：Andreanof Islands，阿留申语：Niiĝuĝin tanangis）是阿拉斯加西南部的群島，屬於阿留申群島的一部分。

## 地理
安德烈亞諾夫群島西緣和拉特群島以安奇卡海峽相隔，以東和四山群島以阿穆克塔海峡相隔。島嶼總面積3924平方公里，2000年人口412。島上的地震頻繁，每天發生超過黎克特制3級的地震，第二次世界大戰時島上有數個美軍基地。
安德烈亞諾夫群島中最西側的部分是德拉羅夫群島。較大的島嶼從西向東是盖勒洛伊岛、塔纳加岛、卡納加島、埃達克島、卡加拉斯卡岛、大锡特金岛、阿特卡島、阿米利亞島和塞瓜姆島。